# Midhaven
Midhaven es una banda de musical de género metal formada en Mumbai, India. Se fundó en el 2011, Midhaven está integrada actualmente por Karan Kaul, Shreyas Rane, Abhishek Sawant y Viraj Saxena. Su música es muy variada, ya que tienen una fusión de diferentes estilos musicales, como el de sus instrumentos musicales. Ellos se encuentran bajo registro del sello "Universal Music Group" (Universal Music India) y lanzaron dos álbumes que han sido éxitos como  'Tales From The Tide E.P.' & 'Spellbound'. Ellos son conocidos por sus canciones con conceptos líricamente pesados e historias.

## Historia
Midhaven se formó a principios del 2011 con Karan Kaul en la guitarra y voz, Abhishek Sawant en el bajo y la voz, Shreyas Rane en la guitarra y Aviraj Kumar en la batería. La banda empezó a escribir sus propios temas musicales y desde ese momento se conocieron sus integrantes. Abhishek Sawant y Karan Kaul se conocieron en la universidad, mientras que Shreyas Rane se unió a Abhishek por Karan. Con 17 años de edad, ambos comenzaron a dedicarse a la música, mistras asistián al "HR College" y a la universidad KC. La mayor parte de sus canciones es considerado crudo pop carecer de una buena producción. Conocieron a Jordan Veigas, su actual productor desde 2011 y planearon lanzar un EP en los próximos años. Aviraj Kumar se introdujo a la banda por Karan Kaul, como lo fue en su banda anterior de Karan llamada 'Godhand'. En ese momento, Aviraj Kumar, era considerado un ajuste perfecto para la banda.

## Integrantes
Actuales
- Karan Kaul - Voz y guitarra
- Shreyas Rane - Guitarras y otros instrumentos
- Abhishek Sawant - Voz y bajo
- Viraj Saxena - Baterías (Sensiones)

Anterior integrantes
- Aviraj Kumar - Baterìas (2011–2013)

## Discografía
| Título                   | Lanzamiento | Formato     | Etiqueta                    |
| ------------------------ | ----------- | ----------- | --------------------------- |
| Tales From The Tide (EP) | May, 2013   | CD, Digital | None                        |
| Spellbound               | March, 2014 | CD, Digital | Universal Music India (UMG) |